# Las Minas (Canchaque)
Las Minas es un despoblado peruano ubicado en el distrito de Canchaque, perteneciente a la provincia de Huancabamba del departamento de Piura, al norte del Perú. 

## Ubicación
Las Minas se ubica al oeste de la provincia de Huancabamba, en el distrito de Canchaque, en el departamento de Piura.

## Demografía
En 1993 Las Minas tuvo 239 habitantes, mientras que en 2017 no tuvo a ningún habitante empadronado.
| Gráfica de evolución demográfica de Las Minas entre 1993 y 2017 |
|                                                                 |
| Fuentes: Población 1993 y 2017                                  |